# Miel Mans
Miel Mans (Zaandam, 22 maart 1978) is een Nederlandse voetballer. Hij speelde voornamelijk als middenvelder of als verdediger. Hij maakte zijn debuut in het profvoetbal bij FC Volendam op 23 februari 1997 in de met 2-0 gewonnen wedstrijd tegen Fortuna Sittard, hij werd vijf minuten voor tijd het veld in gebracht voor Mark de Vries. Hierna ging hij naar AZ. Na vijf seizoenen in Alkmaar werd hij drie seizoenen verhuurd aan MVV Maastricht. Vanaf januari 2008 kwam Miel Mans uit voor zaterdaghoofdklasser SV Spakenburg. Na een ernstige blessure moest Mans zijn voetbalcarrière vroegtijdig beëindigen en werd gekroond tot hoofdtrainer van het tweede elftal. Dit beviel goed en mocht zich tot assistent-trainer van het eerste noemen. In 2013 gingen Spakenburg en Mans uit elkaar en keerde de oud-prof terug naar zijn woonplaats om zondagtweedeklasser ZVV Zilvermeeuwen te trainen. Na twee seizoenen vertrok hij om bij zaterdagderdeklasser Hellas Sport Combinatie aan de slag te gaan. Vier maanden na zijn vertrek bij ZVV Zilvermeeuwen keert hij op interim-basis al terug bij de Zaandamse vereniging. Daarmee traint hij nu twee clubs tegelijkertijd.

## Clubstatistieken
| Seizoen   | Club           | Competitie     | Duels | Goals |
| --------- | -------------- | -------------- | ----- | ----- |
| 1996–1997 | FC Volendam    | Eredivisie     | 3     | 0     |
| 1997–1998 | FC Volendam    | Eredivisie     | 17    | 1     |
| 1998–1999 | FC Volendam    | Eerste divisie | 28    | 1     |
| 1999–2000 | AZ Alkmaar     | Eredivisie     | 21    | 0     |
| 2000–2001 | AZ Alkmaar     | Eredivisie     | 24    | 0     |
| 2001–2002 | AZ Alkmaar     | Eredivisie     | 4     | 0     |
| 2002–2003 | AZ Alkmaar     | Eredivisie     | 13    | 0     |
| 2003–2004 | AZ Alkmaar     | Eredivisie     | 13    | 0     |
| 2004–2005 | MVV Maastricht | Eerste divisie | 15    | 0     |
| 2005–2006 | MVV Maastricht | Eerste divisie | 30    | 0     |
| 2006–2007 | MVV Maastricht | Eerste divisie | 2     | 0     |
| Totaal    | Totaal         | Totaal         | 170   | 2     |